# إيغور كوزلوف
إيغور كوزلوف (بالروسية: Козлов, Игорь Валентинович)‏ (3 أبريل 1970 موسكو روسيا - ) هو لاعب كرة قدم روسي يلعب كلاعب وسط.